# Eucalyptus socialis
Eucalyptus socialis és una espècie de planta de la família de les Mirtàcies, endèmica del central Wheatbelt (Western Australia) d'Austràlia Occidental, és una espècie bastant comuna en les regions meridionals. El seu nom comú és Red Mallee fent referència al to vermellós de les seves branques i troncs. Forma part de les comunitats mallee de les terres roges sorrenques i argiloses del sud d'Austràlia. La seva fusta és molt utilitzada com a llenya l'ús de la qual s'ha vist limitada en l'actualitat. De totes maneres és un arbre bon productor de mel i nèctar en èpoques favorables.

## Descripció

### Port
Aquests arbres sel's coneix amb el nom de mallee que significa eucaliptus australià de creixement baix però espés, que normalment té diverses tiges primes. L'escorça és de color gris fosc a gris-negre, escamosa ja que es pot anar desprenent en tires fines. Mesura fins a 8 metres d'alçada. Forma un lignotuber, un creixement llenyós arrodonit en o per sota del nivell del sòl en alguns arbustos i arbres que creixen en àrees subjectes a incendis o la sequera, que conté una massa dels brots i les reserves de nutrients.
Pot arribar a fer fins a 8 metres d'alçada, degut a la seva mida i port més aviat alt, no formaria part dels mallee, ja que aquests formen arbrades de tipus arbustiu que no sobrepassen els 10m. Absència de lignotúber, normalment només presenta un Tronc acanalat, l'escorça és gris, brillant, suau, presenta diferent coloració segons l'estacionalitat: des de gria a verd fosc, marró o vermellosa.

### Fulles
Les fulles adultes són molt llustroses, verdes i estretament lanceolades de mides 7-10 x 1-2 cm.

### Flors i fruits
Les flors són de color cremós a groc, creixen unes 7 flors en grups o raïms axilars, pedunculats, els rovells d'uns 5 mm de diàmetre, que es van estrenyent cap al peduncle. El cap amb un casquet amb un bec llarg i punxegut.
Els fruits 

## Cultiu
Es conrea amb èxit en moltes parts d'Austràlia temperada però és difícil de mantenir en àrees tropicals i subtropicals. Les flors i fruites són atractius i la planta és d'una mida adequada per a jardins més petits. El millor és cultivar en sòls ben drenats en ple sol. A causa del seu hàbit lignotuberous, les espècies responen bé a podes a nivell de terra.

## Distribució
El seu lloc d'origen és el sud-oest d'Austràlia i, com a tal, prefereix sòls que drenen ràpid, ja que prové d'una zona que rep poca aportació hídrica. Aquest arbre té una àmplia distribució però sovint es troba repartit en petits grups entre altres eucaliptus en zones obertes. Són distingibles al llarg de les zones entre Kalgoorlie i Norseman i cap a l'est, quasi cap al Fraser Range Station.

## Taxonomia
Eucalyptus socialis va ser descrita per Mueller, Ferdinand Jacob Heinrich von i publicada Nederlandsch Kruidkundig Archief. Verslangen en Mededelingen der Nederlandsche Botanische Vereeniging 4: 132. 1856. (Ned. Kruidk. Arch.)

### Etimologia
- Eucalyptus: prové del grec kaliptos, "cobert", i el prefix eu-, "bé", en referència a l'estructura llenyosa que cobreix i dona protecció a les seves flors.[6]
- socialis: epítet específic que significa, unit, compartit, en referència a les protuberàncies que sobresurten en els fruits.